# Thelkow
Thelkow település Németországban, Mecklenburg-Elő-Pomeránia tartományban. Lakosainak száma 464 fő (2023. december 31.).

## Népesség
A település népességének változása:
| Lakosok száma | 461  | 464  | 449  | 448  | 466  | 464  |
|               | 2015 | 2017 | 2019 | 2021 | 2022 | 2023 |